# Melaneremus saiensis
Melaneremus saiensis är en insektsart som beskrevs av Joyce Winifred Vickery och D.K.M. Kevan 1999. Melaneremus saiensis ingår i släktet Melaneremus och familjen Gryllacrididae. Inga underarter finns listade i Catalogue of Life.